# 1588 a tudományban
Az 1588. év a tudományban és technikában.

## Építészet
- felépül a velencei Biblioteca Nazionale Marciana, az egyik legrégebbi olaszországi kézirat-gyűjtemény

## Születések
- Marin Mersenne, francia matematikus, fizikus
- Thomas Hobbes, angol filozófus
- Ole Worm, dán fizikus
- Johannes Janssonius, holland térképész

## Halálozások
- március 10. – (id.) Theodor Zwinger svájci filozófus, orvos, enciklopédista (* 1533)
- október 2. –Bernardino Telesio itáliai filozófus és természettudós (* 1509)
- Christian Urstis német matematikus, teológus, történetíró (* 1544)
- Johannes Wier holland orvos